# IC 2098
IC 2098 ist eine Spiralgalaxie vom Hubble-Typ Sc im Sternbild Eridanus südlich des Himmelsäquators. Sie ist schätzungsweise 122 Millionen Lichtjahre von der Milchstraße entfernt und hat einen Durchmesser von etwa 80.000 Lichtjahren.
Im selben Himmelsareal befinden sich u. a. die Galaxien NGC 1681, IC 2097, IC 2099, IC 2102.
Das Objekt wurde am 17. Februar 1903 von Isaac Roberts entdeckt.